# عبور از پاییز
عبور از پاییز یک مجموعه تلویزیونی محصول سال ۱۳۸۸ به کارگردانی، نویسندگی مسعود شاه‌محمدی و تهیه‌کنندگی رضا جودی می‌باشد که رمضان (شهریور) ۱۳۸۸ از شبکه دو پخش شد. این مجموعه ابتدا با نام «پاییز پدر سالار» ساخته شد. این مجموعه دربارهٔ زندگی مرد ثروتمندی به نام فرخ است که با دختران و دامادهایش رابطه خوبی دارد اما احساس می‌کند که دوران بازنشستگی‌اش فرا رسیده و باید اموال و مسئولیت‌های خود را به دخترانش واگذار کند اما شروطی برای انجام این کار وجود دارد…

## خلاصهٔ داستان
فرخ، مرد متمولی است و می‌خواهد اموالش را به دخترانش واگذار کند اما برای این کار شرطی دارد.

## بازیگران
- چنگیز جلیلوند در نقش فرخ کامیاب (کامیاب امیری)
- محمود عزیزی در نقش پدر رضا
- شیرین بینا در نقش زن سوم فرخ
- برزو ارجمند در نقش رضا نامزد لعیا
- محمدرضا رهبری در نقش پسر کارگزار و عاشق لعیا
- بهناز جعفری در نقش توران دختر فرخ
- رامین راستاد در نقش برادر زن فرخ
- امیر آقایی در نقش همسر توران
- محمود بنفشه‌خواه در نقش راننده فرخ
- فرشید زارعی‌فرد در نقش کارگزار حسابدار فرخ
- میرطاهر مظلومی در نقش همسر پوران
- لیدا عباسی در نقش پوران دختر فرخ
- بهار کاتوزی در نقش خواهر رضا
- هانیه بساتینی در نقش لعیا دختر فرخ
- مهران رجبی در نقش بازپرس
- فرشته سرابندی در نقش همسر دوم فرخ

## دیگر عوامل
- نویسنده: مسعود شاه‌محمدی، بر اساس طرحی از جابر قاسمعلی
- فیلمبردار: جواد صفا
- آهنگساز: کارن همایونفر
- طراح چهره‌پردازی: محمدرضا قومی
- طراح صحنه و لباس: کامیاب امیرعشایری
- تدوین: مهدی جودی
- صدابردار: صالح حبیبی